# Arjen Lenstra
Arjen K. Lenstra (Groninga, 2 marzo 1956) è un matematico olandese.

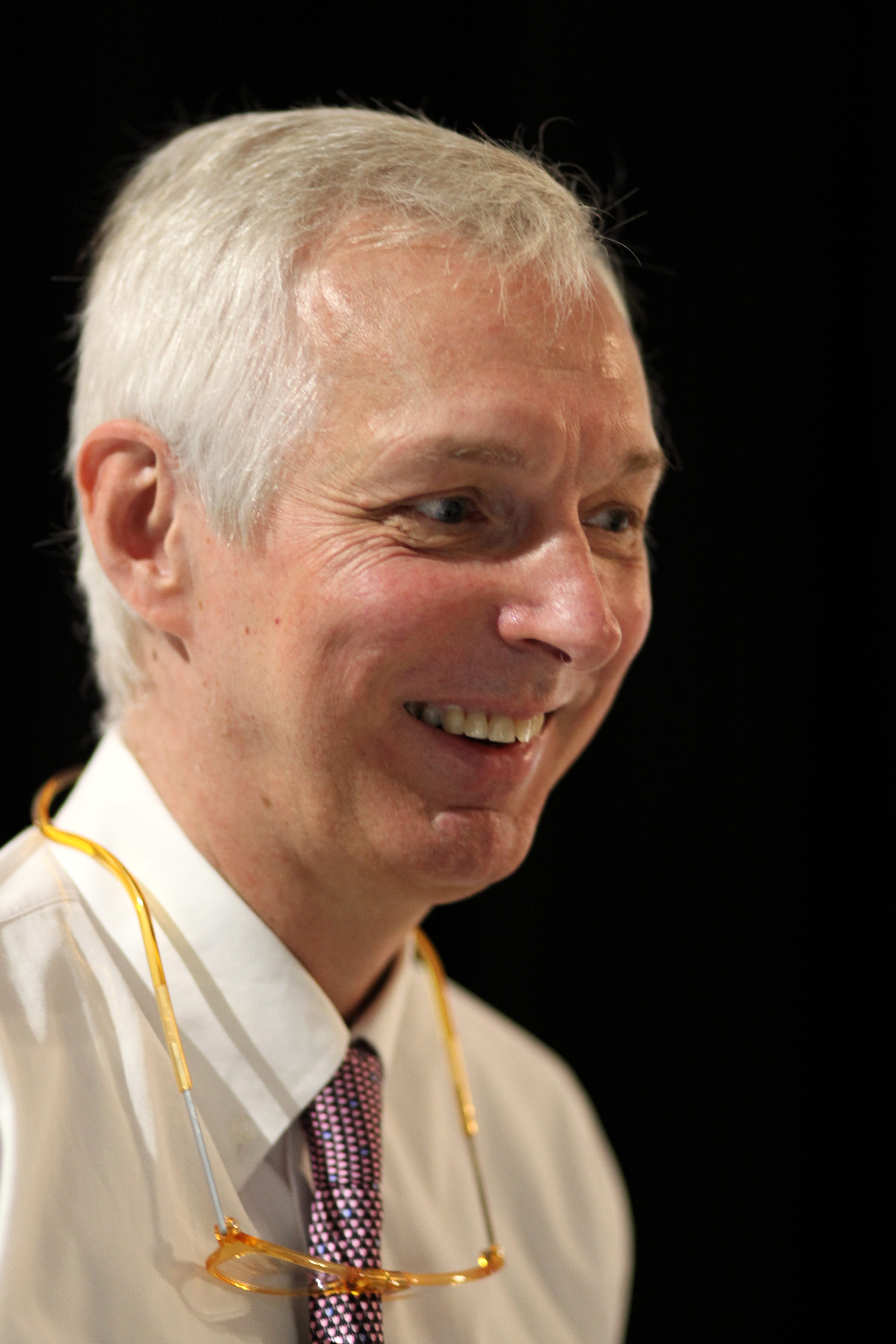
Arjen Lenstra.

Studiò matematica all'università di Amsterdam. Attualmente è professore alla EPFL di Losanna, al laboratorio per gli algoritmi crittologici, e in passato ha lavorato per la Citibank e i Bell Labs.
Lenstra è attivo nel settore della crittografia, specialmente in aree come la fattorizzazione di interi e i crittosistemi XTR. Ha portato a termine numerose fattorizzazioni di numeri RSA.
Il fratello Hendrik Lenstra è un professore di matematica alla Università di Leida e l'altro fratello Jan Karel Lenstra è il direttore del CWI.